# Bäretswil
Bäretswil is een gemeente en plaats in het Zwitserse kanton Zürich, en maakt deel uit van het district Hinwil.
Bäretswil telt 4452 inwoners.